# Gobernación de Płock
La gobernación de Płock (en ruso: Плоцкая губерния; en polaco: gubernia płocka) fue una unidad administrativa (gubernia) del Zarato de Polonia.

## Historia
Fue creada en 1837 a partir del voivodato de Płock, y tuvo las mismas fronteras y capital (Płock) del voivodato. En 1867 los territorios de las gobernaciones de Augustów y de Płock fueron divididas entre una más pequeña gobernación de Płock, la de Suwałki (consistiendo mayoritariamente de territorios de la gobernación de Augustów) y la recreada gobernación de Łomża.

## Divisiones administrativas

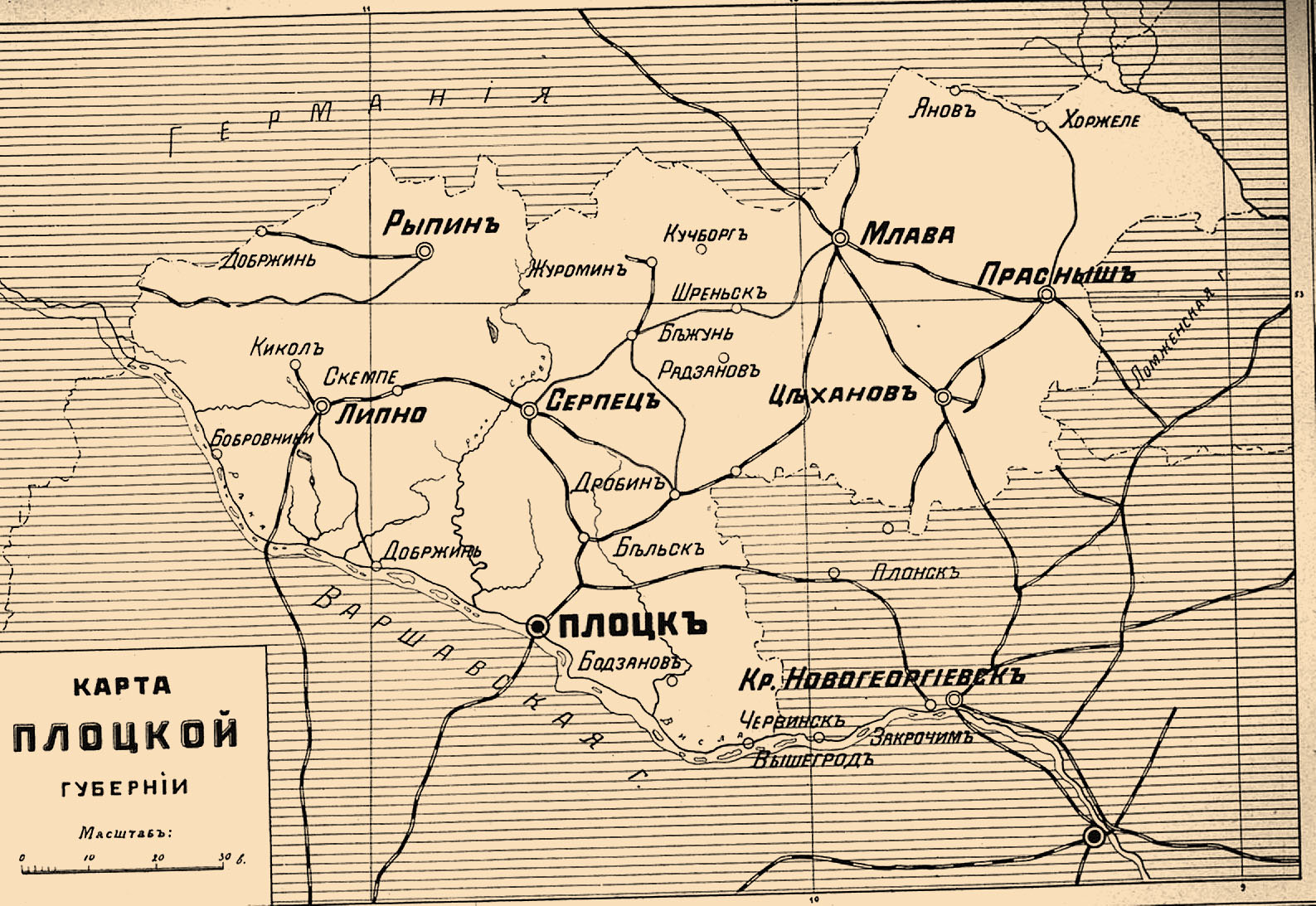
Mapa de la gubernia.

La gobernación constaba de ocho distritos (uyezds):
- Ciechanów
- Lipnow
- Mław
- Płock
- Płoń
- Przasny
- Rypiń
- Sierpeck

## Lengua
Por el censo imperial de 1897. En negrita están marcadas las lenguas habladas por más personas que la lengua estatal.
| Lengua                                     | Número  | Porcentaje (%) | Hombres | Mujeres |
| ------------------------------------------ | ------- | -------------- | ------- | ------- |
| Polaco                                     | 447 685 | 80.86          | 216 794 | 230 891 |
| Yidis                                      | 51 215  | 9.25           | 24 538  | 26 677  |
| Alemán                                     | 35 931  | 6.49           | 17 409  | 18 522  |
| Ruso                                       | 15 137  | 2.73           | 13 551  | 1 586   |
| Ucraniano                                  | 2 350   | 0.42           | 2 302   | 48      |
| Otros                                      | 1 285   | 0.23           | 1 041   | 244     |
| Personas que no nombraron su lengua nativa | 27      | >0.01          | 14      | 13      |
| Total                                      | 553 633 | 100            | 275 652 | 277 981 |